# Artificial intelligence marketing
Artificial intelligence marketing (Marketing con uso di intelligenza artificiale) è una forma di marketing diretto che fa leva su tecniche di basi di dati di marketing come concetti e modelli dell'intelligenza artificiale quali l'apprendimento automatico e le reti bayesiane. La principale differenza da altre forme di marketing diretto risiede nella parte di ragionamento che suggerisce le azioni da intraprendere che sono eseguite da un computer e da algoritmi anziché che dall'uomo.

## Marketing mirato sui comportamenti
L'Artificial intelligence marketing offre un insieme di strumenti e tecniche che rendono possibile una strategia di marketing mirato basato sui comportamenti.

## Raccogliere, ragionare, agire
Il principio dell'artificial intelligence marketing è basato sul ciclo di percezione-ragionamento-azione descritto dalle scienze cognitive. Nel contesto del marketing, questo ciclo si adatta alla forma del ciclo raccogliere, ragionare e agire.

### Raccogliere
Questo termine si riferisce a tutte le attività che hanno come obiettivo la raccolta di dati sul consumatore. Trovati online o offline, questi dati sono poi salvati nei database sui (potenziali) clienti.

### Ragionare
Questa è la parte dove i dati sono trasformati in informazioni, e infine in analisi. In questa sezione in particolare, l'intelligenza artificial e l'apprendimento automatico ricoprono un ruolo fondamentale.

### Agire
Con l'analisi raccolta nella parte precedente, si può poi agire. Nel contesto del marketing, un'azione sarebbe qualche tipo di comunicazione che proverebbe ad influenzare un cliente potenziale o già esistente e le loro decisioni, utilizzando un messaggio incentivante.
Anche qui, l'intelligenza artificiale ha un ruolo importante. In un modello non-supervisionato, eventualmente, la macchina prenderebbe delle decisioni e agirebbe di conseguenza considerando l'informazione raccolta.

## Apprendimento automatico
L'apprendimento automatico ha a che fare con la progettazione e lo sviluppo di algoritmi e tecniche che aiutino i computer ad "imparare".
Come già menzionato, l'apprendimento automatico è una delle tecniche che possono essere utilizzate per abilitare un targeting comportamentale efficiente.